# Kalscheurer Weiher

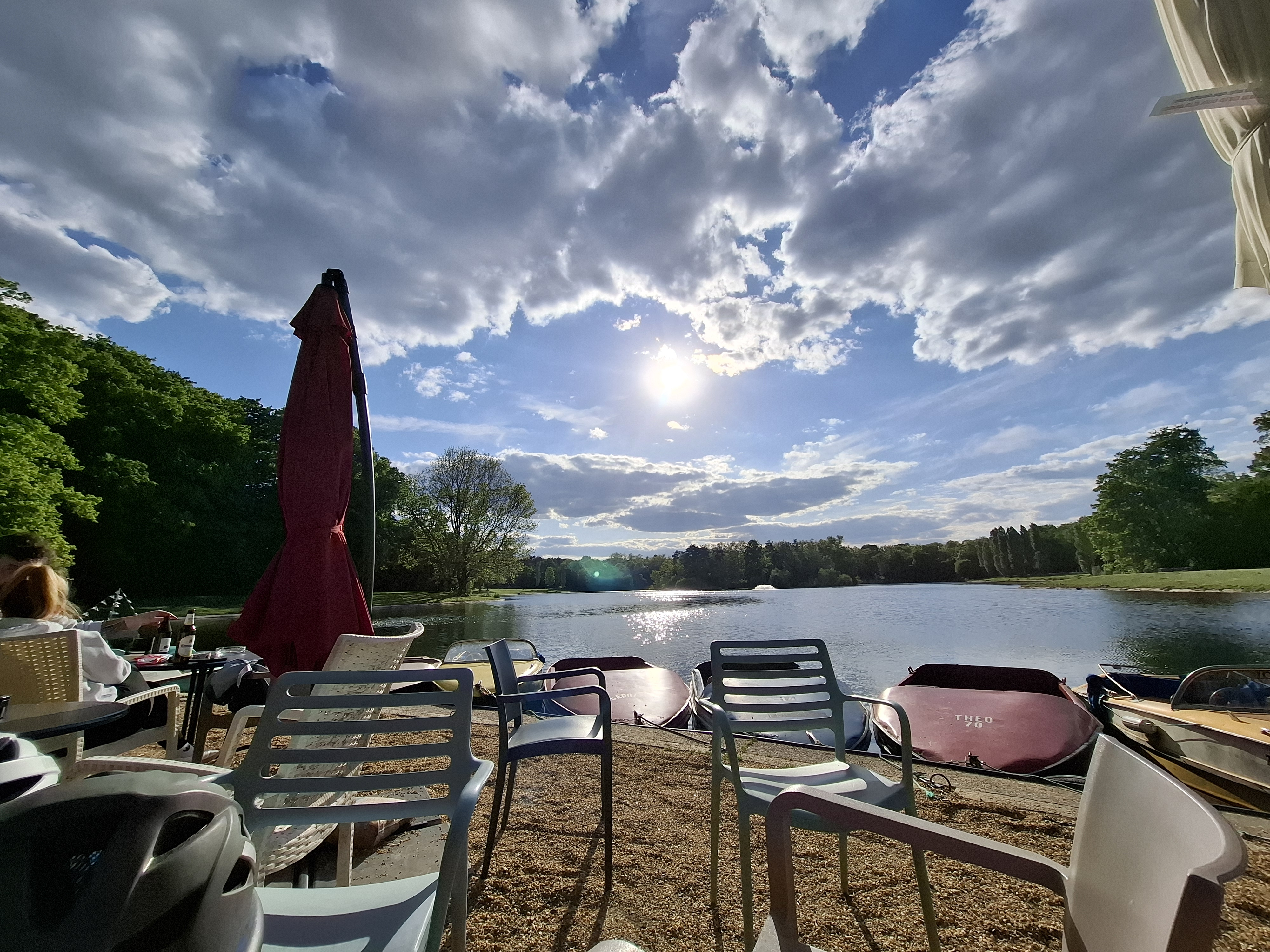
Der Kalscheurer Weiher vom Westen aus gesehen

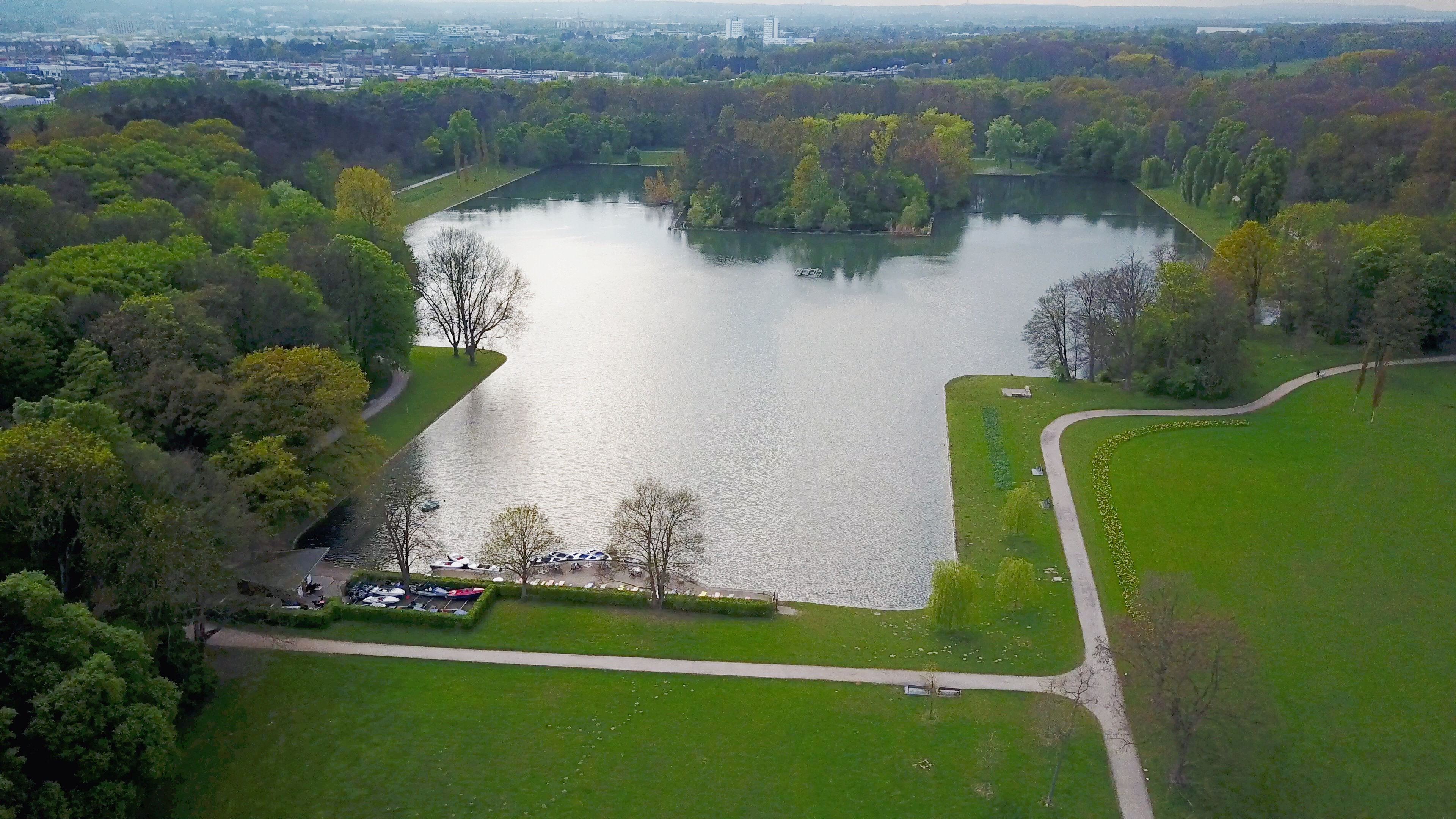
Luftbild des Kalscheurer Weihers, im Hintergrund die Hochhäuser des Studierendendorfs Efferen

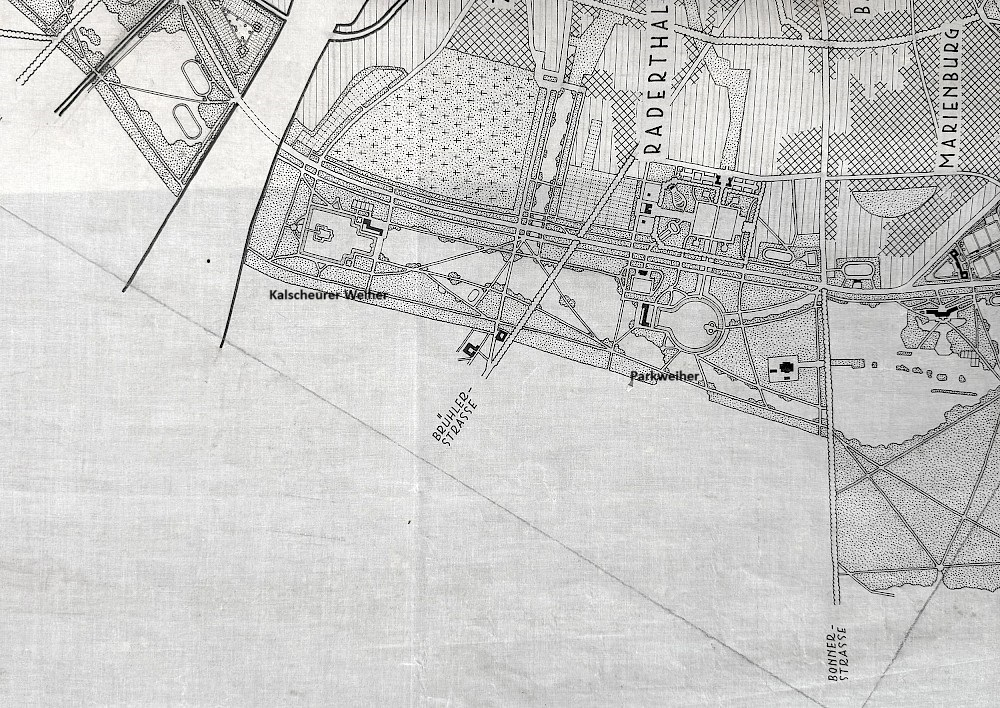
Historische Pläne des Kalscheurer Weihers und des Raderthaler Parkweihers

Der Kalscheurer Weiher ist ein künstlich angelegter Weiher mit gradlinigen Ufern im Äußeren Grüngürtel der Stadt Köln im Stadtteil Zollstock. Benannt ist der Weiher nach dem Hürther Stadtteil Kalscheuren.

## Geschichte
Der Weiher wurde zwischen 1928 und 1932 vom Leiter des Entwurfsbüros der Kölner Gartenverwaltung, Stadtbaurat Theodor Nußbaum, nach Plänen für die Umgestaltung des ehemaligen Kölner Festungsrings zum Äußeren Grüngürtel angelegt.
Die Wasserversorgung des Weihers erfolgt seit Juli 2020 aus einem eigenen Grundwasserbrunnen. Eine früher vorhandene Solaranlage zum Wasserumschlag wurde zurückgebaut.

## Lage
Der Kalscheurer Weiher ist ein rechteckiges Wasserbecken, das im Osten stufenförmig endet. Der Weiher hat eine Wasserfläche von ca. 5,6 bis 6,0 ha und weist eine Wassertiefe von 1,10 Meter auf. Er enthält knapp 70.000 Kubikmeter Wasser. Westlich im Weiher liegt eine rechteckige Insel. Zusammen mit den westlich vom Kalscheurer Weiher liegenden Decksteiner Weiher und dem Adenauerweiher gehört er zu den künstlich angelegten Seen im Äußeren Grüngürtel. Er liegt im Landschaftsschutzgebiet Äußerer Grüngürtel Müngersdorf bis Marienburg und verbindende Grünzüge. Östlich der Brühler Straße liegt der ehemalige Parkweiher, der zur gleichen Zeit angelegt wurde, aber eine runde Grundform hatte. 
Am Westufer des Weihers gibt es ein Büdchen mit Toilette, Biergarten und Bootsverleih für Tret- und Ruderboote. Im Norden trennt der Südfriedhof den Weiher von der Zollstocker Stadtbebauung ab. Im Südwesten befindet sich der Umschlagbahnhof Eifeltor

## Rezeption
Der Dichter Bert Brune widmete dem Weiher unter dem Titel Am Kalscheurer Weiher ein Gedicht.